# Lijst van burgemeesters van Krimpen aan den IJssel
Dit is een lijst van burgemeesters van de Nederlandse gemeente Krimpen aan den IJssel in de provincie Zuid-Holland. Op 1 september 1855 werd de gemeente Stormpolder aan Krimpen aan den IJssel toegevoegd.
| Ambtsperiode                      | Naam burgemeester               | Partij of stroming | Bijzonderheden |
| --------------------------------- | ------------------------------- | ------------------ | --- |
| 1817 - 1838                       | Maurits (M.) Weggeman Guldemont |                    | van 1817 tot 1825 schout van Krimpen aan den IJssel en Stormpolder, daarna burgemeester van beide gemeenten                         |
| 1838 - 1850                       | Jan (J.) Weggeman Guldemont     |                    | tegelijkertijd ook burgemeester van Stormpolder                                                                                     |
| 14 januari 1850 - 1 januari 1895  | Willem (W.) van Waning          |                    | tegelijkertijd ook burgemeester van Stormpolder (tot opheffing in 1855) en daarnaast van 1846 tot 1892 van Ouderkerk aan den IJssel |
| 21 januari 1895 - 1 mei 1915      | Baltus (B.) Koker Jzn.          |                    | |
| 21 juni 1915 - 1 februari 1928    | Arnoldus (A.) van Walsum        | CHU                | later burgemeester van Vlaardingen en Zwolle                                                                                        |
| 1928 - 1 juli 1961                | Jan (J.) Aalbers                | C.N.A.             | |
| 1961 - 1 november 1971            | Leo (L.C.A.) Lepelaars          | partijloos         | |
| 1972 - 16 oktober 1988            | Folkert (F.A.) Bulder           | VVD                | |
| 16 november 1988 - 1 oktober 2010 | Ries (M.J.D.) Jansen            | D66                | |
| 4 oktober 2010 - 8 december 2015  | Lennie (L.M.) Huizer            | PvdA               | waarnemend |
| 9 december 2015 - 5 maart 2023    | Martijn (M.W.) Vroom            | CDA                | |
| 6 maart 2023 - 14 januari 2025    | Jan (J.J.) Luteijn              | SGP                | waarnemend |
| 15 januari 2025 - heden           | Harriët (H.D.) Westerdijk       | VVD                | |